# Pelle van Amersfoort
Pelle van Amersfoort, né le 1er avril 1996 à Heemskerk aux Pays-Bas, est un footballeur néerlandais qui évolue au poste de milieu offensif à Al-Shahania SC.

## Biographie

### SC Heerenveen
Né à Heemskerk aux Pays-Bas, Pelle van Amersfoort commence le football au HFC Haarlem, où il évolue alors comme défenseur central avant de devenir attaquant. Puis après la faillite du club il rejoint l'ADO '20 où il se fait repérer par les recruteurs du SC Heerenveen, qu'il rejoint et où il poursuit sa formation. Van Amersfoort est lancé chez les professionnels le 20 septembre 2014 lors d'un match de championnat contre le Vitesse Arnhem. Lors de ce match, il entre en jeu à la place de Morten Thorsby au poste d'ailier gauche (match nul 1-1) Il inscrit son premier but pour le SC Heerenveen le 20 août 2016 contre le NEC Nimègue, en égalisant sur une passe de Stefano Marzo (défaite 2-1).

### Prêt à Almere City
Il est prêté lors de la saison 2015-2016 à Almere City, club évoluant en deuxième division néerlandaise. Il y effectue une saison pleine en disputant 31 matchs et marquant 8 buts.

### KS Cracovie
En fin de contrat avec le SC Heerenveen il s'engage en juillet 2019 au KS Cracovie, en Pologne.

### Retour au SC Heerenveen
Sans club depuis son départ libre du KS Cracovie à l'été 2022, Pelle van Amersfoort retrouve un point de chute le 29 novembre 2022 en s'engageant avec son ancien club, le SC Heerenveen, pour un contrat courant jusqu'en juin 2025,.
Le 1er décembre 2023, van Amersfoort réalise un doublé face à Almere City, en championnat. Il contribue ainsi à la victoire des siens par trois buts à zéro.

### Al-Shahania SC
Le 11 juillet 2024, Pelle van Amersfoort prend la direction du Qatar en signant en faveur d'Al-Shahania SC pour un contrat de deux ans, soit jusqu'en juin 2026.

### En sélection
Pelle van Amersfoort représente l'équipe des Pays-Bas des moins de 17 ans pour un total de quatre matchs joués en 2013. Il marque notamment deux buts lors de sa première apparition, le 6 mars 2013 contre la Finlande. Il inscrit ses deux buts après être entré en jeu et permet à son équipe de s'imposer (3-1 score final).
Avec les moins de 19 ans, il participe au championnat d'Europe des moins de 19 ans en 2015. Lors de cette compétition, il joue trois matchs. Il inscrit deux buts, contre la Russie et l'Espagne.
Il fait ses débuts avec l'équipe espoirs des Pays-Bas le 24 mars 2017, contre l'équipe espoirs de Finlande, en étant titularisé au poste de milieu offensif axial. Ce jour-là, il inscrit le deuxième but de la rencontre (victoire 2-0).

### Statistiques détaillées
| Saison                | Club                  | Championnat           | Championnat | Championnat | Championnat | Coupe(s) nationale(s) | Coupe(s) nationale(s) | Coupe(s) nationale(s) | Supercoupe | Supercoupe | Supercoupe | Compétition(s) continentale(s) | Compétition(s) continentale(s) | Compétition(s) continentale(s) | Compétition(s) continentale(s) | Plays-offs | Plays-offs | Plays-offs | Total | Total | Total |
| Saison                | Club                  | Division              | M.          | B.          | P.d.        | M.                    | B.                    | P.d.                  | M.         | B.         | P.d.       | Comp.                          | M.                             | B.                             | P.d.                           | M.         | B.         | P.d.       | M.    | B.    | P.d.  |
| 2014-2015             | SC Heerenveen         | Eredivisie            | 10          | 0           | 1           | 1                     | 0                     | 0                     | -          | -          | -          | -                              | -                              | -                              | -                              | -          | -          | -          | 11    | 0     | 1     |
| 2016-2017             | SC Heerenveen         | Eredivisie            | 31          | 2           | 4           | 3                     | 0                     | 0                     | -          | -          | -          | -                              | -                              | -                              | -                              | 1          | 0          | 0          | 35    | 2     | 4     |
| 2017-2018             | SC Heerenveen         | Eredivisie            | 21          | 3           | 2           | 2                     | 0                     | 0                     | -          | -          | -          | -                              | -                              | -                              | -                              | 2          | 0          | 0          | 25    | 3     | 2     |
| 2018-2019             | SC Heerenveen         | Eredivisie            | 28          | 4           | 3           | 4                     | 2                     | 0                     | -          | -          | -          | -                              | -                              | -                              | -                              | -          | -          | -          | 32    | 6     | 3     |
| Sous-total            | Sous-total            | Sous-total            | 90          | 9           | 10          | 10                    | 2                     | 0                     | 0          | 0          | 0          | -                              | 0                              | 0                              | 0                              | 3          | 0          | 0          | 103   | 11    | 10    |
| 2015-2016             | Almere City (prêt)    | Eerste Divisie        | 31          | 8           | 8           | 1                     | 0                     | 0                     | -          | -          | -          | -                              | -                              | -                              | -                              | 3          | 1          | 0          | 35    | 9     | 8     |
| Sous-total            | Sous-total            | Sous-total            | 31          | 8           | 8           | 1                     | 0                     | 0                     | 0          | 0          | 0          | -                              | 0                              | 0                              | 0                              | 3          | 1          | 0          | 35    | 9     | 8     |
| 2019-2020             | KS Cracovie           | Ekstraklasa           | 34          | 8           | 3           | 5                     | 3                     | 1                     | -          | -          | -          | C3                             | 2                              | 0                              | 1                              | -          | -          | -          | 41    | 11    | 5     |
| 2020-2021             | KS Cracovie           | Ekstraklasa           | 28          | 6           | 4           | 5                     | 2                     | 1                     | 1          | 0          | 0          | C3                             | 1                              | 0                              | 0                              | -          | -          | -          | 35    | 8     | 5     |
| 2021-2022             | KS Cracovie           | Ekstraklasa           | 29          | 8           | 1           | 1                     | 0                     | 0                     | -          | -          | -          | -                              | -                              | -                              | -                              | -          | -          | -          | 30    | 8     | 1     |
| Sous-total            | Sous-total            | Sous-total            | 91          | 22          | 8           | 11                    | 5                     | 2                     | 1          | 0          | 0          | -                              | 3                              | 0                              | 1                              | 0          | 0          | 0          | 106   | 27    | 11    |
| Total sur la carrière | Total sur la carrière | Total sur la carrière | 212         | 39          | 26          | 22                    | 7                     | 1                     | 1          | 0          | 0          | -                              | 3                              | 0                              | 1                              | 6          | 1          | 0          | 244   | 47    | 28    |